# Ptochophyle niobe
Ptochophyle niobe là một loài bướm đêm trong họ Geometridae.